# جريس قيثاري
الجُرَيس القيثاري (باللاتينية: Campanula lyrata) نوع نباتي ينتمي إلى جنس الجريس من الفصيلة الجريسية.

## الموئل والانتشار
موطنه بلاد الشام وتركيا وجورجيا.

## مرادفات للاسم العلمي
- (باللاتينية: Campanula esculenta Candargy [Illegitimate])
- (باللاتينية: Campanula lyrata var. albostrigosa Rech.f.)
- (باللاتينية: Campanula lyrata f. albostrigosa Rech. f.)
- (باللاتينية: Campanula lyrata subsp. lyrata)
- (باللاتينية: Campanula lyratella Feer)